# 麻布住吉会幹部射殺事件
麻布住吉会幹部射殺事件（あざぶすみよしかいかんぶしゃさつじけん）とは、2007年2月5日に指定暴力団住吉会の幹部が射殺された事件。

## 概要
2007年2月5日、東京都港区西麻布の路上で指定暴力団住吉会住吉一家小林会直井組の組長代行（当時43歳）が住吉会系の組長を出迎えに来て車内後部座席で待機しているところを拳銃で左腕と背中を撃たれて射殺された。現場付近で拳銃を捨てて逃走する2人組の男が目撃されており、現場から約100メートル離れた道路脇で自動式拳銃1丁が発見された。
また、組長代行が射殺された約1時間後、現場から約1.5キロ離れた港区麻布十番1丁目のマンションにある山口組系暴力団事務所階のドアに銃弾3発が撃ち込まれる事件が発生した。
警視庁は住吉会と山口組の両組織間のトラブルによる殺人事件とみて捜査を開始した。
2009年12月3日、警視庁組織犯罪対策部第四課は、殺人、銃刀法違反容疑で国粋会の組員X（当時32歳）とY（当時49歳）を逮捕した。逮捕当時、2人は2009年9月にそれぞれ詐欺未遂と逮捕監禁容疑で逮捕、起訴されており拘留中だった。

## 裁判
Xの裁判
2010年11月16日、東京地裁で判決公判が開かれ求刑通り無期懲役の判決を言い渡した。
Yの裁判
2010年10月8日、東京地裁（鹿野伸二裁判長）で裁判員裁判判決公判が開かれ「付近住民に大きな不安を与えた」として懲役30年（求刑・無期懲役）の判決を言い渡した。この判決に対して、検察は裁判員裁判としては初めて量刑不当のみを理由に控訴した。弁護側も殺人罪について無罪を主張して控訴した。
2011年3月2日、東京高裁（矢村宏裁判長）は「X被告との間で責任の差が認められ、一審判決が軽すぎて不当とまでは言えない」として懲役30年とした一審・東京地裁の裁判員裁判判決を支持して検察側と弁護側の控訴を棄却した。検察側は「暴力団抗争の発砲事件には厳罰で臨むべき」と主張して改めて無期懲役の適用を求めたが、裁判長は「被害者に弾丸を命中させたのは共犯者で、遺族に謝罪していることなども考慮すれば懲役30年が軽すぎるとは言えない」と指摘した。